# ورخنه‌ترویتسکویه (شهرستان تویمازینسکی، باشقیرستان)
ورخنه‌ترویتسکویه (انگلیسی: Verkhnetroitskoye, Tuymazinsky District, Republic of Bashkortostan) یک شهرک در شهرستان تویمازینسکی استان باشقیرستان کشور روسیه است.